# Wrestling Revolver
La Wrestling Revolver è una federazione di wrestling indipendente fondata nel 2016 da Sami Callihan a Des Moines (Iowa).
Nel corso della sua storia ha collaborato con molte altre federazioni americane come la House of Glory, Total Nonstop Action Wrestling e AAW Wrestling.

## Campioni
| Titolo                         | Campione                                     | Data            | Luogo       | Evento              |
| ------------------------------ | -------------------------------------------- | --------------- | ----------- | ------------------- |
| REVOLVER Championship          | Myron Reed                                   | 7 dicembre 2024 | Clive       | Season Finale       |
| REVOLVER Tag Team Championship | The Macabre (Dreadknot, Alan Angels e Krule) | 14 giugno 2025  | Clive       | Cage of Horrors 4   |
| REVOLVER Remix Championship    | AJ Francis                                   | 14 giugno 2025  | Clive       | Cage of Horrors 4   |
| REVOLVER Texas Championship    | JD Griffey                                   | 1 agosto 2025   | Halton City | Killin The Business |

## Tornei
| Torneo                              | Vincitore      | Data             |
| ----------------------------------- | -------------- | ---------------- |
| Catalina Wrestling Mixer Tournament | Jessicka Havok | 23 agosto 2019   |
| Golden Ticket                       | BDE            | 14 giugno 2025   |
| Jerry Lynn Invitational             | Rich Swann     | 9 agosto 2025    |
| Revolver Rumble                     | Rhino          | 21 dicembre 2024 |
| Women's Grand Prix Tournament       | Billie Starkz  | 8 ottobre 2023   |